# Алябьев, Александр Васильевич
Алекса́ндр Васи́льевич Аля́бьев (1746—1822) — президент Берг-коллегии, губернатор, сенатор, главный директор Межевой канцелярии; действительный тайный советник.

## Происхождение
Из Ярославских дворян (внесен в Родослословную книгу 7 января 1791 года). Представитель старинного дворянского рода, ведущего своё начало от Александра Алябьева, выехавшего в XVI веке из Польши в Россию и получившего от великого князя Василия Ивановича поместье в Муромском уезде.

## Биография
В 1761—1777 годах был на военной службе, начав службу кадетом в Преображенском полку. Полковник в отставке.
С 1777 года служил в Мануфактур-Коллегии.
В 1779 году — советник Вологодской казенной палаты, где ему было поручено также правление таможнями и учреждение пограничной таможенной цепи по всей Архангельской области.
С 1783 года — Пермский вице-губернатор. Статский советник. Упорядочил дела Казённой палаты, содействовал развитию горной промышленности, провел ряд мероприятий по улучшению судоходства по реке Чусовой.
С 1787 года — Тобольский губернатор. Благодаря его деятельности в Тобольске активно развивались промышленность, судоходство, была открыта первая в Сибири типография (1789), где стали печатать первые сибирские журналы. В 1794 году Алябьевым был построен в Тобольске первый в Сибири театр. Ему удалось без последствий собрать до 1 миллиона рублей недоимок, улучшить средства приказа общественного призрения, усилить благотворительную деятельность последнего и построить для него некоторые каменные здания. За эти дела он удостоился чина действительного статского советника и ордена Св. Владимира 2-й степени.
С 1796 года — губернатор Кавказской губернии. Кроме того на него были возложены особые поручения по губернии Астраханской, которая находилась в расстроенном состоянии, улучшил продовольственную часть, вследствие чего цена на муку в Астрахани сильно понизилась. Алябьев организовал снабжение провиантом русских войск, находившихся в Персии.
В 1798 году Алябьев назначен сенатором.
В 1798—1803 годах — президент Берг-коллегии, управляющий Монетным департаментом и Конторой разделения золота от серебра (1801), директор Горного Училища (1801—1803). Находясь на посту президента Берг-коллегии и директора ГУ много сделал для развития горного дела и горного образования. Принимал участие в упорядочении труда приписных крестьян на горных заводах, — выработке положения о «непременных работниках». По его предложению был построен на Каме Ижевский оружейный завод. При его директорстве дети горных чинов получили преимущества при определении в казенные воспитанники ГУ.
В 1803—1818 годах числился только сенатором. Был в командировке в Олонецкой губернии по проверке доносов, поданных на чиновников губернии.
В 1806 году отпустил своих вологодских крестьян «в вольные хлебопашцы».
В 1810 году ревизовал московские присутственные места.
В 1815 году вел расследование обнаруженных в Костромской гражданской палате беспорядков и упущений. Население Костромы в знак благодарности поднесло ему икону.
В 1815 году — землевладелец, помещик имел имения в Волоколамском и Бронницком уездах — 62 души, в Ярославской губернии 340 душ.
С 1818 года — главноуправляющий Межевой канцелярией, действительный тайный советник.
В Межевом Корпусе, как, впрочем, и везде, где служил Алябьев, он оставил по себе самое теплое воспоминание, выразившееся в желании чинов этого корпуса поставить на свои средства памятник над его могилою.

## Семья
Жена, Новикова Анна Андреевна (? — май 1813, Казань), из дальних родственников просветителя Н. И. Новикова. Она была дочерью Андрея Ивановича Новикова и Авдотьи Ионовны Григоровой. Некоторые источники утверждают, что известный издатель Н. И. Новиков приходился ей родным дядей, однако это не так: он представлял другую родственную ветвь. У Анны Андреевны были братья Федор, Петр, Иван, Нил и сестра Наталья, вышедшая замуж за полковника Федора Григорьевича Стрекалова.
Дети:
- Василий Александрович (1784—1857) — поэт, автор либретто и нескольких стихотворений, на которые и брат Александр писал оперы и романсы. В 1800 году окончил горное училище и с 1801 года служил по горному ведомству в Петербурге и в Москве; действительный статский советник. В Московской губернии ему принадлежало (совместно с Новиковыми) село Семёновское Бронницкого езда, доставшееся ему от матери. Его письма были опубликованы в журнале «Русская старина» (1880, кн. 10, стр. 341). Помещик Вологодской и Владимирской губерний.
- Евдокия Александровна (1785—1849), замужем с 25 июля 1800 года за В. Ю. Соймоновым. Заботилась вместе с сестрами о судьбе брата. По её ходатайству к Государю разрешено было композитору ехать на лечение в Пятигорск. Имеются письма её мужа к В. Ф. Алябьеву. Имение — село Тарычево Подольского уезда Мос. губ. [1, 305; 2]
- Екатерина Александровна (1786—1850-е) — добрый гений композитора, приехала к нему в ссылку в Тобольск, вела хозяйство, хлопотала о смягчении его участи. В архиве ГЦММК — её письмо совместно с Исленьевой к брату.
- Александр Александрович (4.8.1787, Тобольск — 1851, Москва) — композитор-романтик, автор более 200 романсов и песен, многих инструментальных произведений, в том числе к операм и водевилям. Начал службу в Горном ведомстве в Санкт-Петербурге, а затем в Москве. Участник Отечественной войны 1812 года.
- Елизавета Александровна (1788—?)
- Софья Александровна (1789—?)
- Варвара Александровна (11.9.1796, Астрахань — 11.3.1860, село Александрово Звенигородского уезда Московской губернии). Муж Николай Александрович Шатилов (22.1.1788—9.11.1841), сослуживец А. А. Алябьева по Иркутскому гусарскому полку, в чине титулярного советника в звании камер-юнкера оказался сопричастным к делу А. А. Алябева по обвинению в убийстве Т. М. Времева и был лишён чинов, званий, дворянского достоинства и сослан; после 1834 года жил в Воронежской губернии.
- Наталья Александровна (1796 — после 1852). Муж Владимир Михайлович Исленьев — подполковник Лейб-гвардии Конного полка. После отставки жил в родовом имении с. Рязанцы. Его брат, Александр Михайлович, увёз жену от князя Козловского и их дети, как незаконнорождённые, получили фамилию Иславины; дочь Любовь Александровна Иславиной (1826—1886)вышла замуж за Андрея Евстафьевича Берса (1808—1868) и у них родилась будущая жена Льва Толстого Софья.